# Obręb leśny
Obręb leśny – część nadrzędnej jednostki administracyjnej – nadleśnictwa – obejmująca drzewostany o różnym wieku, rosnące w podobnych warunkach siedliskowych i posiadająca własny plan zagospodarowania lasu